# Ratzlburg
Die Ratzlburg ist die Ruine einer Spornburg aus staufischer Zeit auf einem Bergsporn nahe Oberrothenbuch (Braunau am Inn) und liegt auf dem Gebiet der Gemeinde Überackern in Oberösterreich. Die Burgherren gehörten zum Geschlecht der Rohr.

## Geschichte
Die Ratzlburg wurde im 12. Jahrhundert erbaut. Bereits 1277 stiftete Heinrich von Rohr die Ratzlburg dem Stift Ranshofen. Ab diesem Zeitpunkt war die Anlage verlassen und diente der Bevölkerung als Steinbruch zur Gewinnung von Baumaterial; so wurde etwa der Turm der nahegelegenen Pfarrkirche von Schwand aus Steinen der Ratzlburg aufgebaut. Der Wohnturm wurde in Ausgrabungen der Oberösterreichischen Landesmuseen in der Zeit von 1992 bis 1998 freigelegt und konserviert.

## Beschreibung
Der prägende Teil der Burg ist ein achteckiger Wohnturm aus staufischer Zeit. Er weist Hohlräume auf, die etwa 0,3 m breite Zugbalken aufgenommen haben, die Mauerstärke beträgt 2,5 m. Die Mauern sind in Zweischalentechnik ausgeführt. Die inneren und äußeren Schalen bestehen aus Kalktuff, der Zwischenraum ist mit Lagen von großen Flusskieseln in Kalkmörtel ausgefüllt. Der unterste Ring von Zugbalken liegt auf dem Fundament auf Höhe des ursprünglichen Bodenniveaus. Die Zugbalken liegen von der Mauermitte nach außen versetzt und sind an den Gebäudeecken überkreuzt, sodass sie horizontale Zug- und Druckkräfte auf den gesamten Umfang verteilen konnten. Zwei Meter höher liegt ein weiterer Zugbalkenring, der im Rahmen der Konservierung durch Einbau von drei Balkenstücken angedeutet wurde. Im Inneren des Wohnturms wurde ein Holzfußboden eingebaut. Die Existenz und Höhenlage eines solchen wurde archäologisch nachgewiesen. Südwestlich schließt sich ein dreieckiger Anbau an, der als Treppenaufgang gedient haben könnte. Nordöstlich des Wohnturms wurde ein Besucherrastplatz mit Bänken und Tisch eingerichtet.

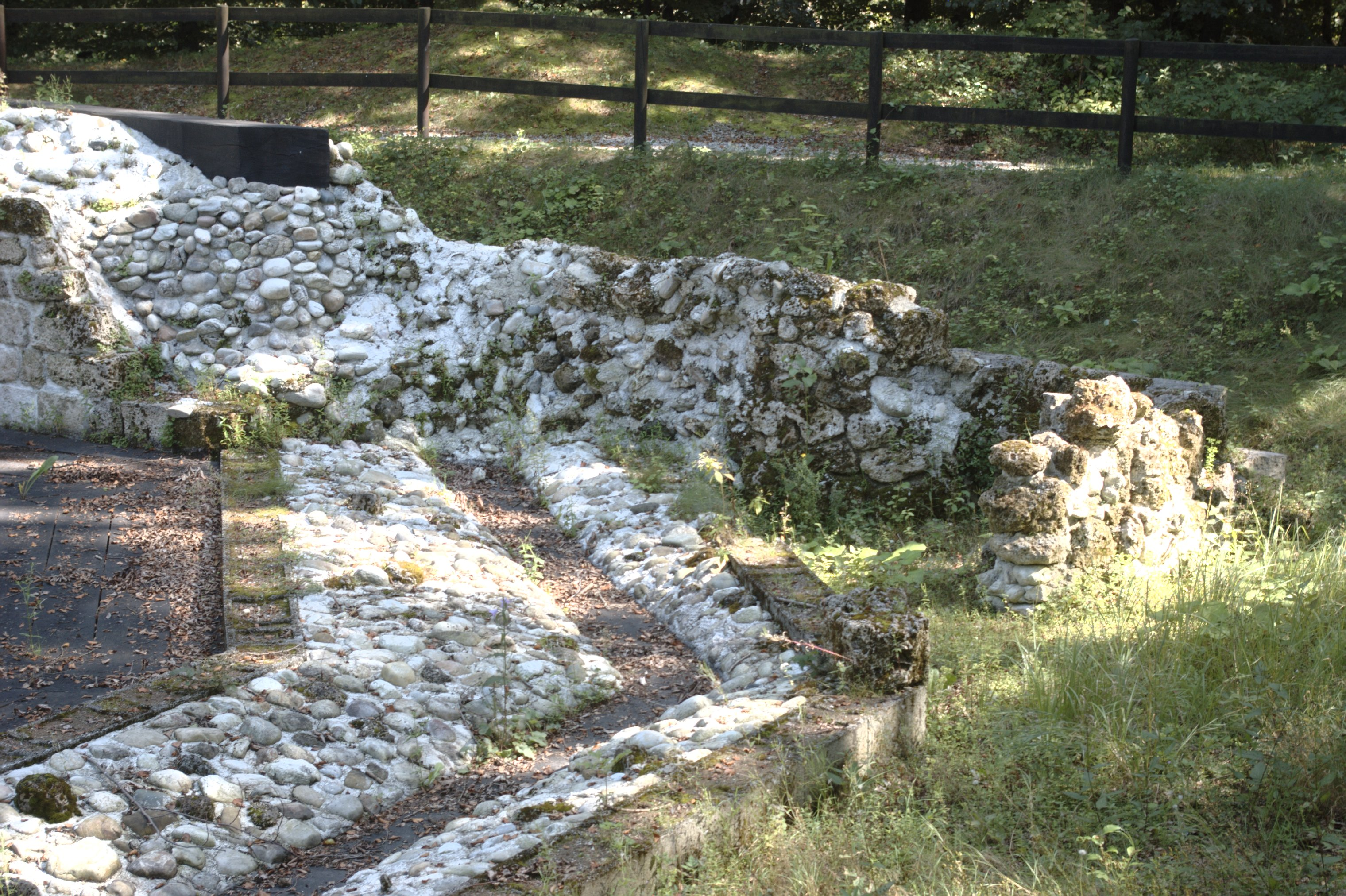
Anbau des Wohnturms, vermutlich Treppenaufgang
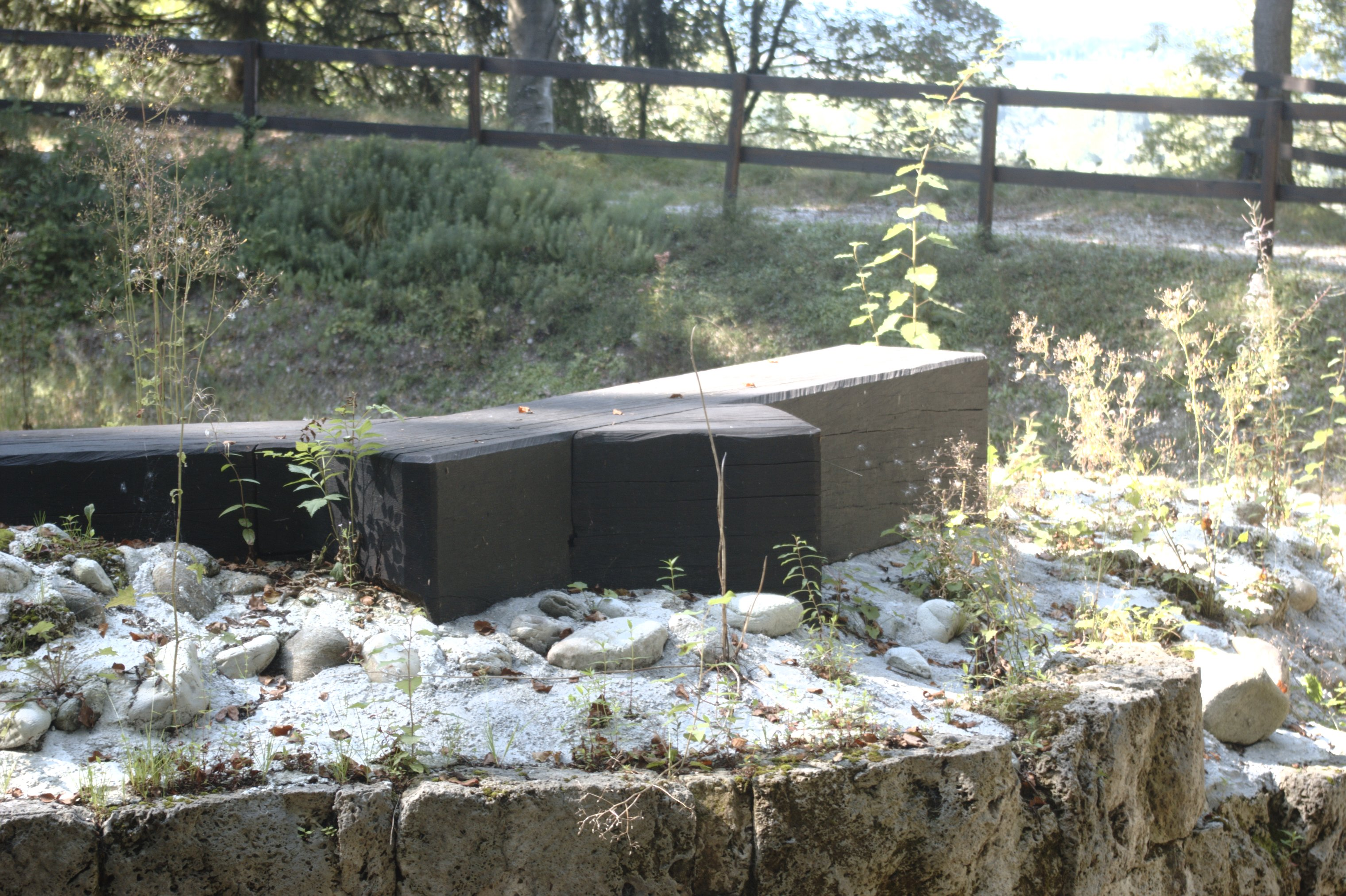
Zugbalkenüberkreuzung (Rekonstruktion)
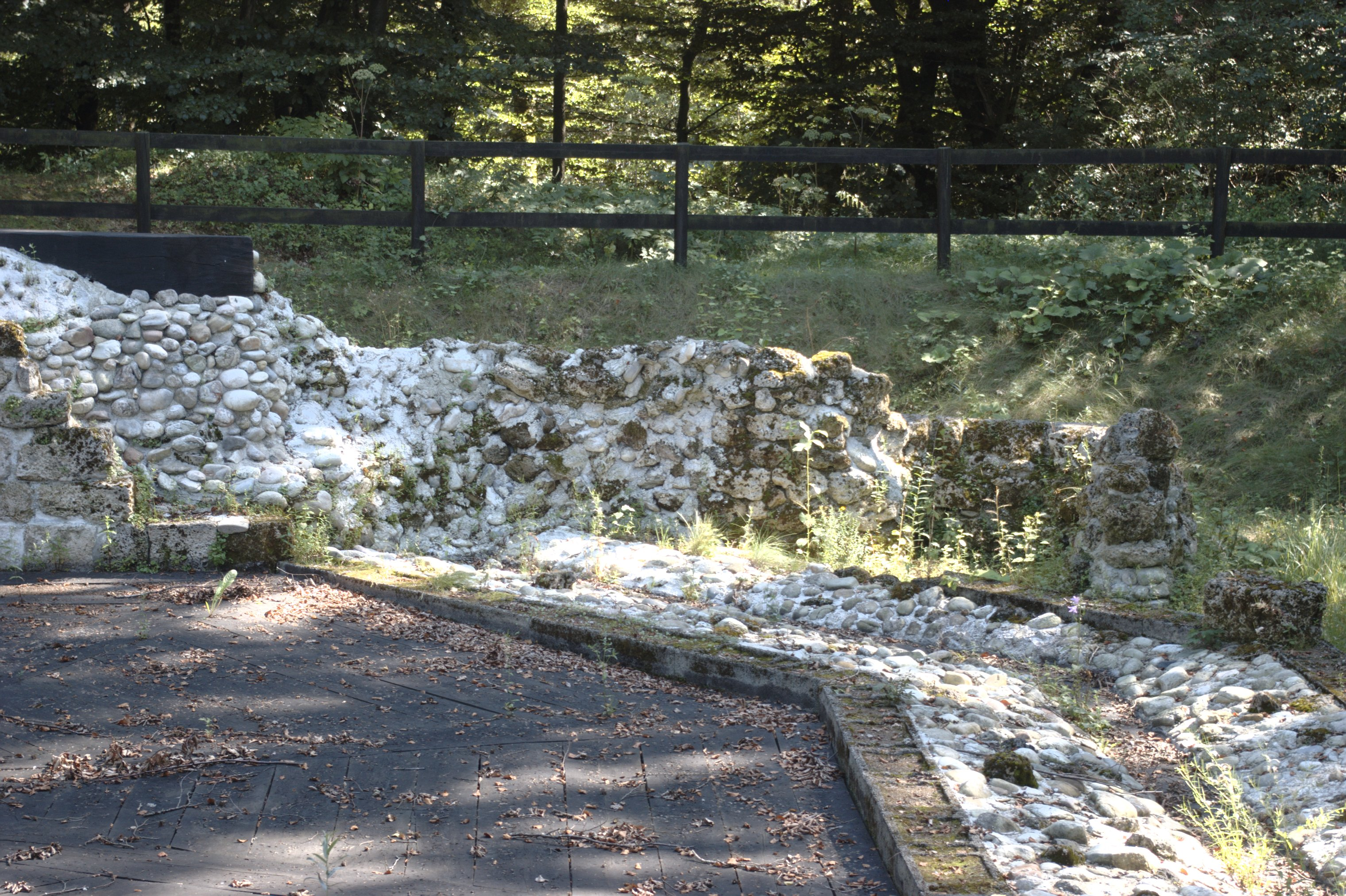
Rekonstruierter Fußboden; die Fassung der Außenmauer ist mit Betonsteinen angedeutet.
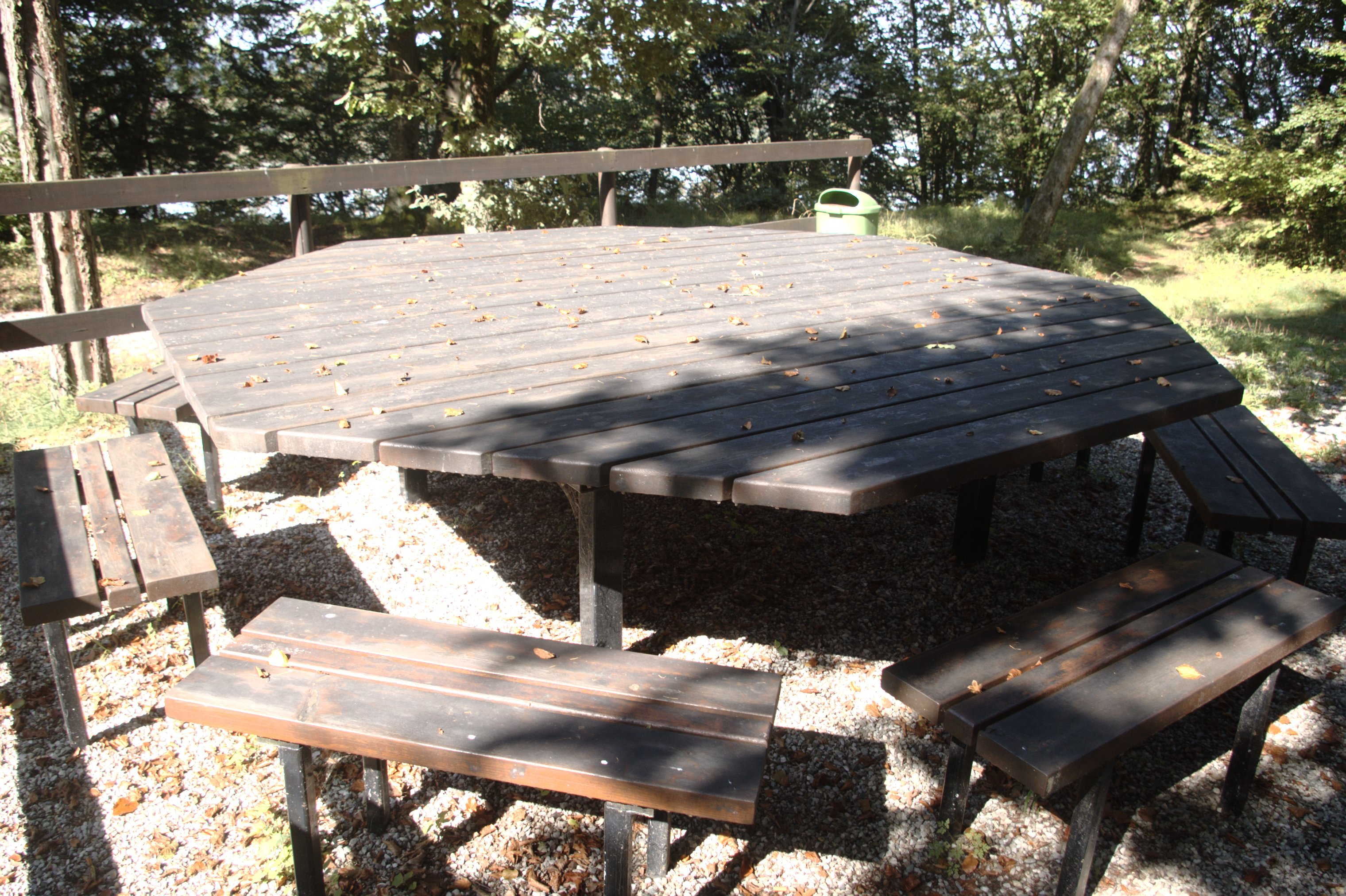
Besucherrastplatz